# Navghar-Manikpur
Navghar-Manikpur là một thành phố và là nơi đặt hội đồng đô thị (municipal council) của quận Thane thuộc bang Maharashtra, Ấn Độ.

## Nhân khẩu
Theo điều tra dân số năm 2001 của Ấn Độ, Navghar-Manikpur có dân số 116.700 người. Phái nam chiếm 53% tổng số dân và phái nữ chiếm 47%. Navghar-Manikpur có tỷ lệ 83% biết đọc biết viết, cao hơn tỷ lệ trung bình toàn quốc là 59,5%: tỷ lệ cho phái nam là 85%, và tỷ lệ cho phái nữ là 81%. Tại Navghar-Manikpur, 11% dân số nhỏ hơn 6 tuổi.